# Bódva
A Bódva (szlovákul Bodva) folyó Szlovákiában, a Gömör–Szepesi-érchegység déli lejtőjén ered, a Kassa-környéki járás területén egy nagy kanyart ír le, majd Hidvégardónál (a 2614-es út hídjánál) lépi át a magyar határt; Szendrő és Edelény érintésével Boldva község után ömlik a Sajóba. Hossza: 113 km (más adatok szerint 110,7 km), melyből a magyar szakasz 64,6 km. A meder átlagos esése: 83,8 cm/km,  azaz a magyarországi folyók közül a legmeredekebb. Szélessége: 8–14 méter. A víz átlagos sebessége: 2–4 km/h, mélysége: 0,5–1 méter. Árvízi vízhozama: 80,0 m³/s. Közepes vízhozama a torkolatnál 6,92–9 m3/s.
Vízgyűjtő területe 1727,3 (más adatok szerint 1730) km², legfontosabb mellékfolyói az Ida (51,8 km; 381,6 km2; 1,82 m3/s), a Jósva (16,4 km; 136,8 km2; 0,831–1,2 m3/s) és a Rakaca (36,3 km; 236,2 km2; 0,55–0,691 m3/s). Vize az év csapadékosabb hónapjaiban evezésre alkalmas, számos vízitúrát szerveznek rajta. A folyó hazai szakaszán bizonyítottan mintegy 35 halfaj él, az uralkodó halfaj a rózsás márna, fejes domolykó, valamint keszegfélék és az utóbbi évek telepítéseiből  még a pisztráng is megtalálható benne . Az alsó szakaszon gyakori még a csuka is.
A Bódva a régi időkben hadi út, békeidőben kereskedelmi útvonal volt. Vizében magas a karbonáttartalom, köszönhetően a mészkőhegységeknek, amelyek mellett elfolyik. Ezen a területen számos barlangot is kialakított az elmúlt évezredekben. A bódvarákói Rákóczi-barlangban is találtak összefüggést a folyó vízszintje és a barlangban található tó vízszintmozgása között.
Az Aggteleki Nemzeti Park két részét is a Bódva sűrűn lakott völgye választja el egymástól.

## Forrás, geológia, geormorfológia
A Bódva Stósz település délnyugati részén ered, a Rozsnyói-hegységben, kb. 982 méter magasságban. A szlovák–magyar határig 813 méter szintkülönbséget küzd le. Stósz határában felveszi a Stószi-patakot, majd keleti irányba tart. Mecenzéf és Jászó után folyása hirtelen déli irányt vesz, keresztülfolyik Szepsin, majd Péder határában váratlanul nyugati irányt vesz. Itt egy részen a folyó új mederben folyik, a régi a mai napig kivehető. Ez a szakasz Torna határáig tart, ahol összefolyik a Torna-patakkal, majd Bódvavendéginél délnyugati irányba fordul, és átlépi a szlovák-magyar államhatárt. Perkupáig tartja ezt az irányt, ahol élesen délnek fordul, majd Boldvánál a Sajóba torkollik.

## Mellékvizei
A Bódva mellékvizei a következők: Jósva, Damaki-patak, Balajti-patak, Abodi-patak, Szuhogyi-patak, Rakaca-patak, Rét-patak, Telekes-patak, Vízvölgyi-patak, Ménes-patak, Vecsem-patak, Juhász-patak, Kecső-patak, Stószi-patak (Szlovákia), Ida (Szlovákia), Ziliz-patak és az ebbe torkolló Hangács-patak.

## Települések a folyó mentén
Stósz (Štós), Mecenzéf (Medzev), Jászó (Jasov), Szepsi (Moldava nad Bodvou), Torna (Turňa nad Bodvou), Bódvavendégi (Hosťovce), Hídvégardó, Komjáti, Bódvarákó, Perkupa, Szalonna, Szendrő, Szendrőlád, Edelény, Boldva.

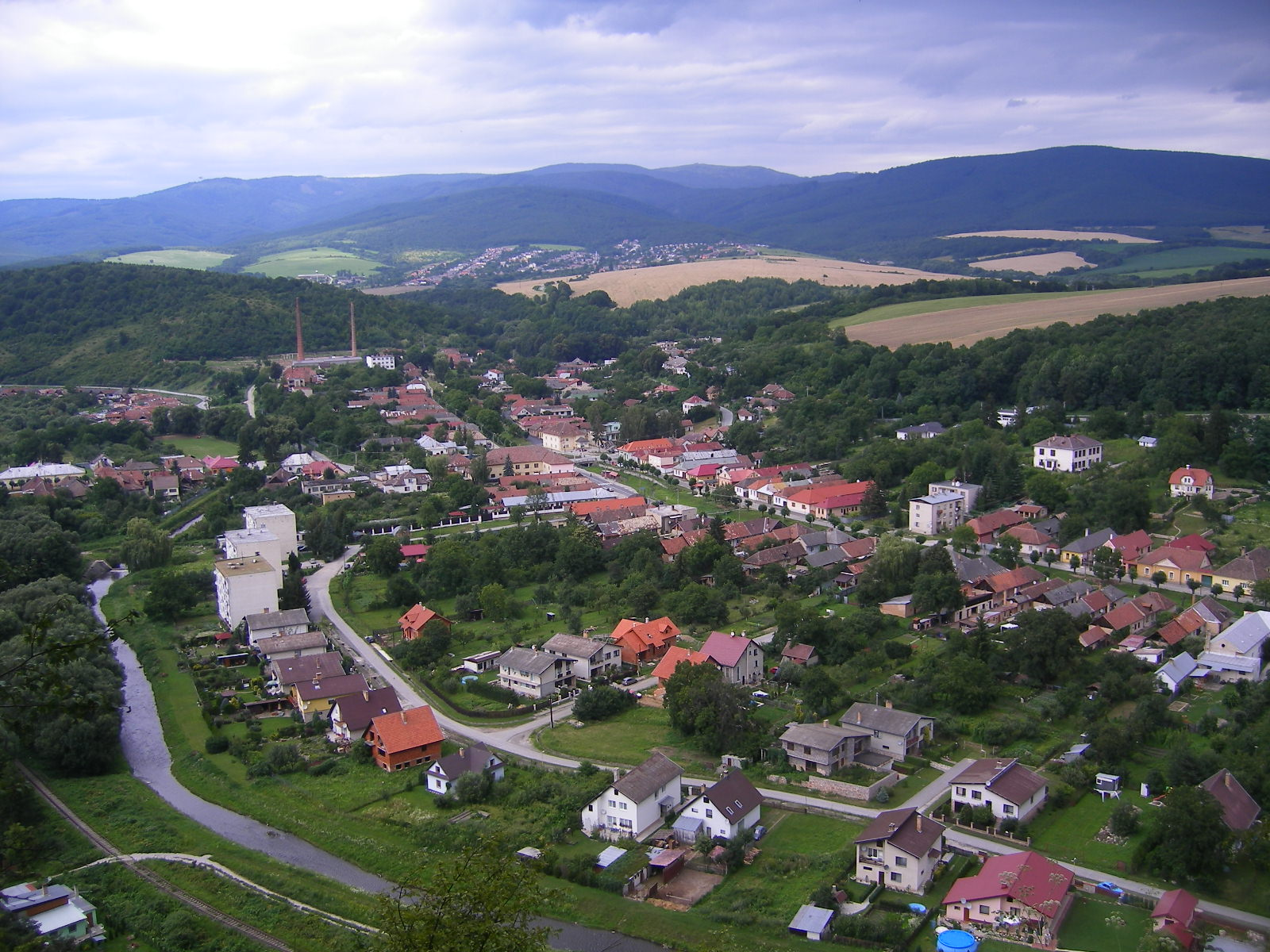
Jászó látképe a várhegyről a Bódvával
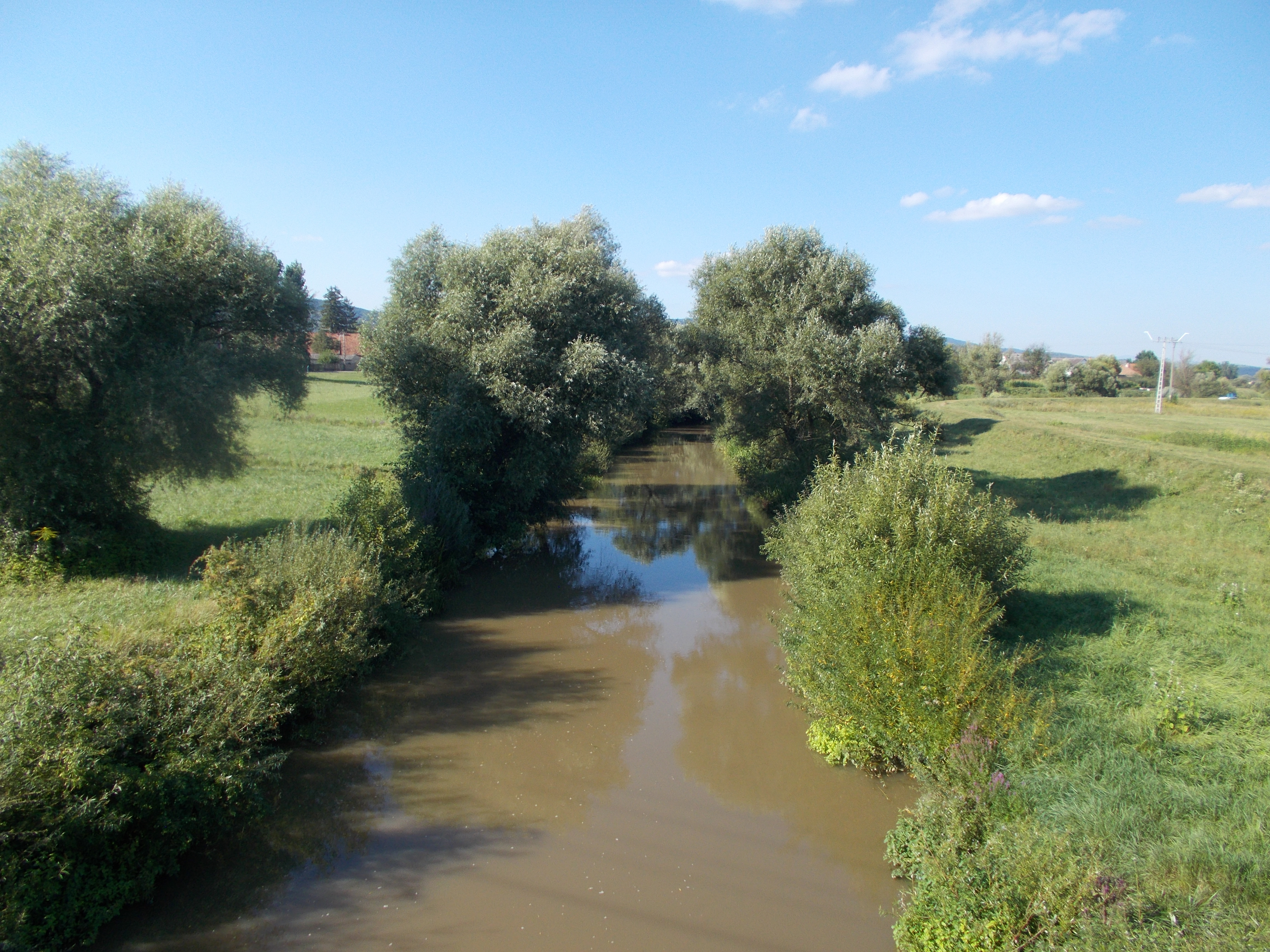
A Bódva Szendrőnél.
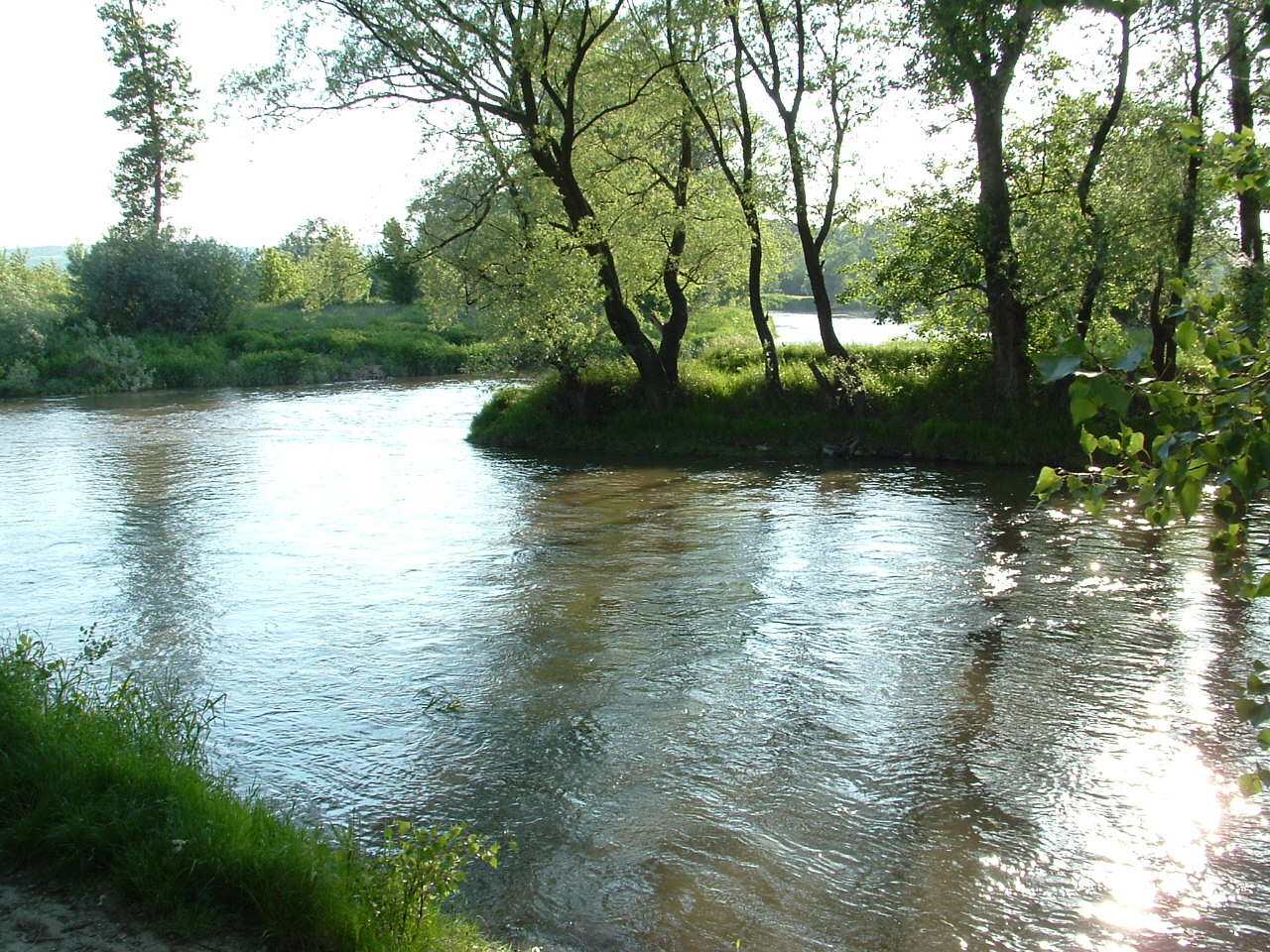
A Bódva és a Sajó összefolyása.